# Progressive house
Progressive House là một nhánh phụ của nhạc House. Dòng nhạc này nổi lên vào đầu những năm 1990. Ban đầu nó được phát triển như một sự cấp tiến tự nhiên của dòng nhạc House Mỹ và nhạc House Châu Âu cuối những năm 80 của thế kỉ trước.